# Неймар
Нейма́р да Сі́лва Са́нтус Жу́ніор (порт. Neymar da Silva Santos Júnior; нар. 5 лютого 1992 року, Можі-дас-Крузіс, Бразилія) — бразильський футболіст. Нападник збірної Бразилії та бразильського «Сантус». 9 січня 2012 року отримав нагороду імені Ференца Пушкаша за найкращий гол, забитий 2011 року. Рекордсмен футбольного трансферного ринку — €222 млн.

## Клубна кар'єра

### «Сантос»
Неймар народився в сім'ї торговця ювелірними виробами Неймара Сантуса. Вихованець клубу «Сантос», куди потрапив у 1999 році.
2008 року футболіст підписав свій перший професійний контракт із «Сантосом», розрахований до 2014 року, з величезною сумою відступних, які відразу відлякали багатьох потенційних покупців, 40 % угоди належить компанії «Гропа Сонда», хоча деякі клуби не відступилися, зокрема «Манчестер Юнайтед» і «Реал», але іспанський клуб мав пріоритетне право на купівлю футболіста, оскільки підписав з ним попередній контракт. 7 березня 2009 року Неймар дебютував в основному складі «Сантоса» у матчі з «Оесте», замінивши Маурісіо Моліну. Через тиждень у матчі з «Можі-Мірін» форвард забив свій перший м'яч в основному складі клубу.

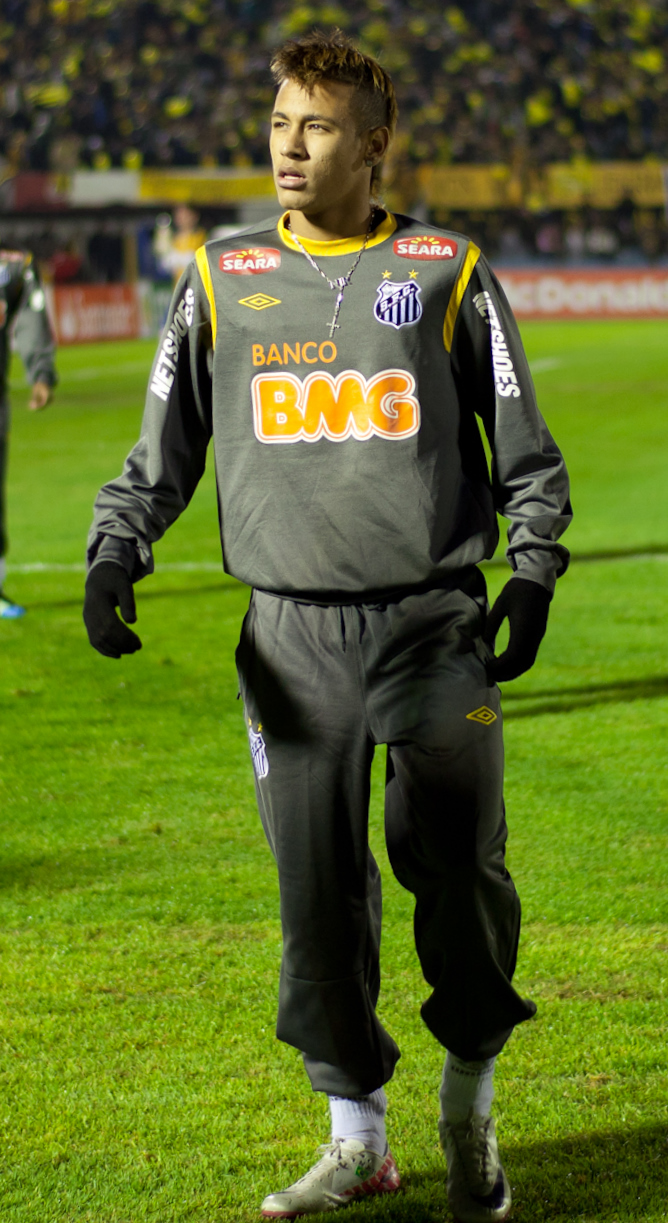
Неймар у складі «Сантоса»

Навесні 2010 року Неймар виграв свій перший трофей на дорослому рівні, ставши чемпіоном штату Сан-Паулу в складі «Сантоса». 15 квітня в матчі 1/16 Кубка Бразилії з клубом «Гуарані» Неймар забив п'ять голів, а його клуб виграв 8:1. Згодом «Сантус» виграв кубок країни, а Неймар став найкращим бомбардиром турніру з 11 голами. Влітку «Сантус» відкинув пропозицію «Вест Хем Юнайтед», що запропонувала за перехід Неймара 15 млн євро і «Челсі», що запропонувала 20 млн євро за перехід нападника. 20 серпня Неймар, який бажав залишитися в команді, вирішив продовжити контракт з «Сантусом» на 5 років.
У вересні 2010 року Неймар дозволив собі публічно розкритикувати головного тренера клубу, Дорівала Жуніора, за те, що той не дав йому пробити пенальті в матчі чемпіонату Бразилії, у відповідь керівництво команди ухвалило рішення дискваліфікувати форварда та оштрафувати. Наступного дня після інциденту Неймар вибачився за свої слова. Попри це, Дорівал залишився незадоволений настільки слабким покаранням гравця, після чого головний тренер був звільнений. У жовтні 2010 року в одній з бразильських газет з'явилася інформація, що Неймар, разом з одноклубниками, відсвяткував перемогу над «Греміу» у супроводі повій; ця публікація викликала гнівну реакцію президента «Сантуса», Луїса Альваро Рібейро, який заявив, що таким чином хтось намагається прискорити від'їзд футболіста з рідної країни. У червні Неймар у складі «Сантуса» виграв Кубок Лібертадорес, забивши один із двох м'ячів у фіналі. За це він був названий найкращим гравцем турніру.
Влітку 2011 року інтерес до Неймара знову проявив «Челсі», а також туринський «Ювентус», мадридський «Реал» і «Барселона», а потім і «Анжі», який був готовий віддати 45 млн євро за футболіста. 29 липня Неймар зробив дубль у матчі чемпіонату Бразилії з «Фламенго». Пеле, який вважав Неймара найкращим футболістом у світі, також був зачарований одним з м'ячів. А потім, за цей гол, отримав нагороду імені Ференца Пушкаша.
У серпні 2011 року «Сантос» запропонував Неймару новий контракт, у відповідь на пропозицію «Реала» купити футболіста за 58 млн євро. 29 жовтня форвард забив 4 голи в матчі з «Атлетіко Паранаенсе». 9 листопада того ж року Неймар перепідписав контракт з «Сантосом», за яким футболіст буде отримувати заробітну плату в 6,5 млн євро; сума відступних за покупку футболіста склала за договором 75 млн євро. Після закінчення сезону Неймар був визнаний найкращим гравцем чемпіонату країни, найкращим гравцем Південної Америки, а також увійшов до числа претендентів на Золотий м'яч ФІФА.

### «Барселона»
26 травня 2013 року було підтверджено перехід Неймара в Барселону. Орієнтовна сума трансферу 50 мільйонів євро. У своєму Твіттері гравець повідомив, що 27 травня підпише офіційний контракт.
|  | Мої рідні вже знають про моє рішення. Я не можу більше терпіти і хочу поділитися новиною, в понеділок я підпишу контракт з «Барселоною». |

18 серпня 2013 року Неймар провів свій перший офіційний матч в складі «Барселони», вийшовши на заміну на 64-й хвилині в матчі першого туру чемпіонату Іспанії проти «Леванте» за рахунку 6:0 на користь каталонців. Крім жовтої картки, ніякими результативними діями в цьому матчі Неймар не відзначився.
24 вересня 2013 року у шостому турі Прімери проти «Реал (Сосьєдад)», в якому «Барса» перемогла з рахуноком 4:1, Неймар забив дебютний гол в чемпіонаті Іспанії.
26 жовтня 2013 року Неймар забив один з двох голів, які принесли перемогу «Барселоні» в «Ель Класіко» над мадридським «Реалом» з рахунком 2:1.
11 січня 2016 року, набравши 7,86 % очок, Неймар посів третє місце за підсумками голосування на визначення найкращого футболіста світу, поступившись Ліонелю Мессі (41,33 %) та Кріштіану Роналду (27,76 %), про що було оголошено на церемонії Золотий м'яч ФІФА, що відбулася в швейцарському Цюриху.

### ПСЖ

#### Трансфер в ПСЖ
2 серпня 2017 у ЗМІ було оголошено про рекордний в історії футболу трансфер Неймара з «Барселони» в «Парі Сен-Жермен» на суму в €222 млн.
Часопис Forbes стверджував, що п'ятирічний контракт, строком до 2021, було обговорено та укладено ще в листопаді 2016. Наступного дня 3 серпня Неймар підписав контракт.
Бізнесові ЗМІ підрахували, що реальна вартість контракту значно вище ніж 222 млн.:
- Нетто-сума €222 млн за сам контракт з урахуванням ПДВ виростає до €268 млн брутто.
- щорічна платня футболісту €30 млн з урахуванням французького ПДВ на надвисокі прибутки обійдеться клубу в €90 млн. Це за п'ятирічний термін дії контракту дорівнює €450 млн.
- З урахуванням платні юристам, загальна сума контракту виростає до €800 млн.[49]

Іспанський спортивний часопис «Marca» повідомив, що неймовірна сума контракту була проспонсована арабським власником PSG з Катару (катарський державний фонд «Qatar Sports Investments», QSI — відомий участю у корупційній схемі надання прав ЧС-2022 Катару), і що подібний контракт йде проти правил УЄФА «Financial Fair Play», за яким «клуб не повинен витрачати більше грошей, ніж заробляє».
УЄФА зажадала від клубу «Парі Сен-Жермен» пояснень, як він збирається фінансувати цей контракт. Глава департаменту УЄФА з ліцензування Андреа Траверсо заявив, його відомство перевірить трансфер Неймара на дотримання правил фінансового fair-play. Напередодні «Барселона» пообіцяла звернутися до УЄФА з позовом на ПСЖ. Президент іспанської футбольної ліги Хав'єр Тебас (Javier Tebas) сказав, що ліга буде подавати до УЄФА скаргу на ПСЖ за порушення правил фінансового fair-play. І, якщо УЄФА нічого не вдіє, він буде подавати скаргу далі — до конкурсних трибуналів у Швейцарії та Брюсселі «за порушення правил конкуренції Європейського Союзу». Не виключені також позови до судів у Франції та Іспанії.

#### Кар'єра
Перший гол забив у першому ж матчі — гостьовому — проти «Генгама», перед цим записавши на свій рахунок також гольову передачу Едінсону Кавані.

## Кар'єра в національній збірній

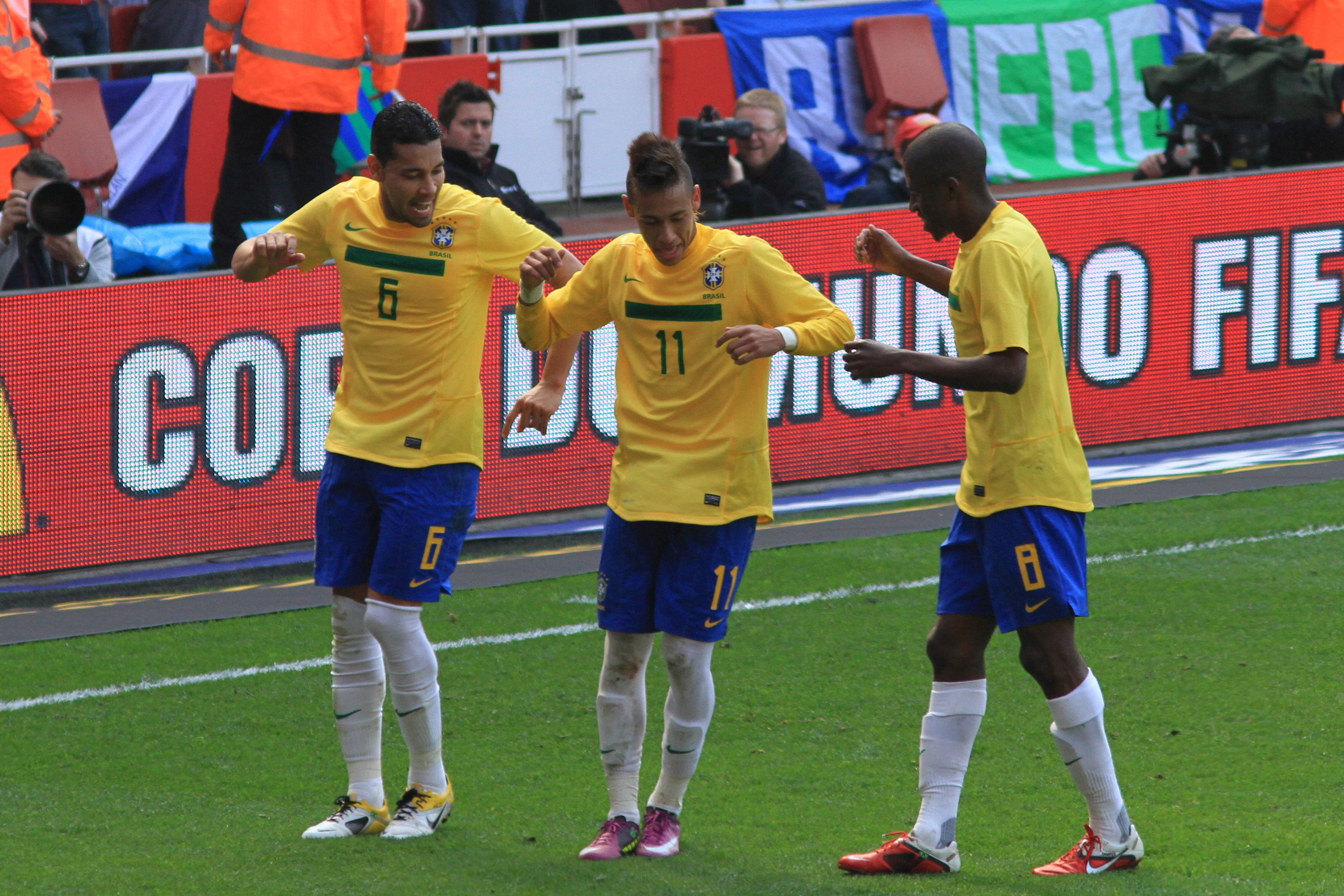
Неймар (у центрі) в складі збірної Бразилії

2010 року Пеле попрохав головного тренера збірної Бразилії Дунгу викликати до складу збірної Неймара, щоб він взяв участь в чемпіонаті світу 2010. Неймар не потрапив навіть до списку запасних гравців збірної. Причиною невиклику Неймара головний тренер збірної Бразилії, Карлос Дунга, назвав юний вік футболіста. Щоб умовити взяти футболіста до складу, один з телеканалів навіть зібрав 14 тисяч підписів, а потім з транспарантами приїхав до будинку Дунги, але той лише викликав поліцію.
10 серпня 2010 року Неймар дебютував у складі збірної Бразилії в матчі зі США і в цій же грі забив перший м'яч своєї команди; зустріч завершилася перемогою бразильців 2:0. 27 березня 2011 року завдяки двом голам Неймара, Бразилія здобула перемогу над Шотландією з рахунком 2:0; в тій же грі в футболіста кинули банан, що сам гравець сприйняв як прояв расизму. Банан у футболіста кинув німецький турист, який знаходився на трибуні.
У матчі Кубка Америки 2011 зі збірною Венесуели Неймар був визнаний найкращим гравцем зустрічі, а також піддався образам з боку головного тренера венесуельців, Сесара Фаріаса. 14 липня на тому ж турнірі Неймар забив два голи у ворота збірної Еквадору, чим допоміг своїй збірній вийти в чвертьфінал змагання. На турнірі Бразилія зупинилася на стадії чвертьфіналу, де програла в серії післяматчевих пенальті Парагваю.
В 2014 році взяв участь в домашньому чемпіонаті світу з футболу. Збірна Бразилії потрапила в групу А разом з Камеруном, Хорватією та Мексикою. 12 червня у матчі першого групового туру проти збірної Хорватії Неймар відзначився дублем за збірну. Матч закінчився з рахунком 3-1 на користь господарів чемпіонату. В наступному турі проти збірної Хорватії нападнику не вдалося відзначитись, проте в останньому груповому матчі проти збірної Камеруну він знову оформив дубль, чим допоміг своїй збірній отримати перемогу з рахунком 1-4 та очолити турнірну таблицю.
Суперником збірної Бразилії в 1/8 фіналу стала збірна Чилі. В основний час Неймару не вдалося відзначитись забитим м'ячем, проте форвард реалізував один з післяматчевих пенальті, а його збірна пройшла далі. В чвертьфіналі проти збірної Колумбії форвард у зіткненні з гравцем суперника Хуаном Суньїгою зазнав важкої травми. Після матчу в гравця діагностували перелом третього поперечного диска. На цьому чемпіонат світу для Неймара був завершений. В тому матчі бразильці обіграли суперника з рахунком 2-1, проте в півфіналі без свого лідера зазнали нищівної поразки від збірної Німеччини з рахунком 1-7.
У травні 2018 року був включений до заявки збірної Бразилії для участі у своїй другій світовій першості — тогорічному чемпіонаті світу.
У вересні 2023 року Неймар забив 78-й і 79-й голи у складі збірної в матчі проти Болівії, який врешті завершився з рахунком рахунком 5:1. Таким чином Неймар перевершив рекорд Пеле, як найкращий бомбардир національної збірної Бразилії (у Пеле було забито лише 77 голів).

## Особисте життя
Неймар зустрічався із Кароліною Дантас, і вже у 19 років став батьком сина, якого назвали Даві Лука, але стосунки в пари не склались і вони розлучилися. З 2013 до 2014 року Неймар зустрічався з Бруною Маркезіні. Неймар є християнином.

## Цікаві факти
У вересні 2015 року півзахисник португальського футбольного клубу Ріу Аве та збірної Білорусі Ренан Брессан сказав, що Неймар називав Білорусь частиною України.
Неймар також знімався в фільмі «Три ікси» 2016 року.

## Статистика

### Клубна
Станом на 21 лютого 2023 року
| Клуб              | Сезон             | Чемпіонат | Чемпіонат | Чемпіонат | Чемпіонат штату Пауліста | Чемпіонат штату Пауліста | Чемпіонат штату Пауліста | Кубки | Кубки | Кубки | Континентальні кубки | Континентальні кубки | Континентальні кубки | Інші | Інші | Інші | Всього | Всього | Всього | Середня результа- тивність | Гол+пас за матч |
| Клуб              | Сезон             | Ігри      | Голи      | Паси      | Ігри                     | Голи                     | Паси                     | Ігри  | Голи  | Паси  | Ігри                 | Голи                 | Паси                 | Ігри | Голи | Паси | Ігри   | Голи   | Паси   | Середня результа- тивність | Гол+пас за матч |
| ----------------- | ----------------- | --------- | --------- | --------- | ------------------------ | ------------------------ | ------------------------ | ----- | ----- | ----- | -------------------- | -------------------- | -------------------- | ---- | ---- | ---- | ------ | ------ | ------ | -------------------------- | --------------- |
| Сантус            | 2009              | 33        | 10        | 6         | 12                       | 3                        | 2                        | 3     | 1     | 1     | —                    | —                    | —                    | —    | —    | —    | 48     | 14     | 9      | 0.29                       | 0.48            |
| Сантус            | 2010              | 31        | 17        | 5         | 19                       | 14                       | 7                        | 8     | 11    | 7     | 2                    | 0                    |                      | —    | —    | —    | 60     | 42     | 20     | 0.7                        | 1.03            |
| Сантус            | 2011              | 21        | 13        | 4         | 11                       | 4                        | 2                        | —     | —     | —     | 13                   | 6                    | 3                    | 2    | 1    | 0    | 47     | 24     | 9      | 0.51                       | 0.7             |
| Сантус            | 2012              | 17        | 14        | 7         | 16                       | 20                       | 8                        | —     | —     | —     | 14                   | 9                    | 4                    | —    | —    | —    | 47     | 43     | 19     | 0.91                       | 1.32            |
| Сантус            | 2013              | 1         | 0         | 0         | 18                       | 12                       | 7                        | 4     | 1     | 2     | —                    | —                    | —                    | —    | —    | —    | 23     | 13     | 9      | 0.57                       | 0.96            |
| Сантус            | Всього            | 103       | 54        | 22        | 76                       | 53                       | 26                       | 15    | 13    | 10    | 29                   | 15                   | 8                    | 2    | 1    | 0    | 225    | 136    | 66     | 0.6                        | 0.9             |
| Барселона         | 2013-2014         | 26        | 9         | 8         | —                        | —                        | —                        | 3     | 1     | 0     | 10                   | 4                    | 2                    | 2    | 1    | 0    | 41     | 15     | 10     | 0.37                       | 0.61            |
| Барселона         | 2014-2015         | 33        | 22        | 7         | —                        | —                        | —                        | 6     | 7     | 0     | 12                   | 10                   | 0                    | —    | —    | —    | 51     | 39     | 7      | 0.76                       | 0.9             |
| Барселона         | 2015-2016         | 34        | 24        | 12        | —                        | —                        | —                        | 5     | 4     | 2     | 10                   | 3                    | 4                    | 1    | 0    | 2    | 49     | 31     | 20     | 0.63                       | 1.04            |
| Барселона         | 2016-2017         | 30        | 13        | 11        | —                        | —                        | —                        | 6     | 3     | 2     | 9                    | 4                    | 8                    | —    | —    | —    | 45     | 20     | 21     | 0.44                       | 0.91            |
| Барселона         | Всього            | 123       | 68        | 38        | —                        | —                        | —                        | 19    | 15    | 4     | 41                   | 21                   | 14                   | 3    | 1    | 2    | 186    | 105    | 58     | 0.56                       | 0.88            |
| Парі Сен-Жермен   | 2017-2018         | 20        | 19        | 13        | —                        | —                        | —                        | 3     | 3     | 0     | 7                    | 6                    | 3                    | 0    | 0    | 0    | 30     | 28     | 16     | 0.93                       | 1.47            |
| Парі Сен-Жермен   | 2018-2019         | 17        | 15        | 8         | —                        | —                        | —                        | 4     | 3     | 3     | 6                    | 5                    | 2                    | 1    | 0    | 0    | 28     | 23     | 13     | 0.82                       | 1.29            |
| Парі Сен-Жермен   | 2019-2020         | 15        | 13        | 6         | —                        | —                        | —                        | 5     | 3     | 2     | 7                    | 3                    | 4                    | 0    | 0    | 0    | 27     | 19     | 12     | 0.7                        | 1.15            |
| Парі Сен-Жермен   | 2020-2021         | 18        | 9         | 6         | —                        | —                        | —                        | 3     | 1     | 2     | 9                    | 6                    | 3                    | 1    | 1    | 0    | 31     | 17     | 11     | 0.55                       | 0.9             |
| Парі Сен-Жермен   | 2021-2022         | 22        | 13        | 6         | —                        | —                        | —                        | 0     | 0     | 0     | 6                    | 0                    | 2                    | 0    | 0    | 0    | 28     | 13     | 8      | 0.46                       | 0.75            |
| Парі Сен-Жермен   | 2022-2023         | 20        | 13        | 11        | —                        | —                        | —                        | 2     | 1     | 3     | 6                    | 2                    | 2                    | 1    | 2    | 0    | 29     | 18     | 16     | 0.62                       | 1.17            |
| Парі Сен-Жермен   | Всього            | 107       | 82        | 50        | —                        | —                        | —                        | 17    | 11    | 10    | 41                   | 22                   | 16                   | 3    | 3    | 0    | 173    | 118    | 76     | 0.68                       | 1.12            |
| Всього за кар'єру | Всього за кар'єру | 338       | 204       | 109       | 77                       | 53                       | 26                       | 51    | 39    | 24    | 111                  | 58                   | 38                   | 8    | 5    | 2    | 584    | 359    | 200    | 0.61                       | 0.96            |

### Матчі за збірну
Станом на 14 жовтня 2019 року
| Дата       | Місто                       | Господарі            | Результат               | Гості      | Турнір                            | Голи | Примітки           |
| ---------- | --------------------------- | -------------------- | ----------------------- | ---------- | --------------------------------- | ---- | ------------------ |
| 10-8-2010  | Іст-Ратерфорд               | США                  | 0 – 2                   | Бразилія   | товариський матч                  | 1    | 72'                |
| 17-11-2010 | Доха                        | Аргентина            | 1 – 0                   | Бразилія   | товариський матч                  | -    | 76'                |
| 27-3-2011  | Лондон                      | Шотландія            | 0 – 2                   | Бразилія   | товариський матч                  | 2    | 90'                |
| 4-6-2011   | Гоянія                      | Бразилія             | 0 – 0                   | Нідерланди | товариський матч                  | -    | 88'                |
| 7-6-2011   | Сан-Паулу                   | Бразилія             | 1 – 0                   | Румунія    | товариський матч                  | -    | 77'                |
| 3-7-2011   | Ла-Плата (місто)            | Бразилія             | 0 – 0                   | Венесуела  | Копа Америка 2011 - 1-й етап      | -    |                    |
| 9-7-2011   | Кордова                     | Бразилія             | 2 – 2                   | Парагвай   | Копа Америка 2011 - 1-й етап      | -    | 82'                |
| 13-7-2011  | Кордова                     | Бразилія             | 4 – 2                   | Еквадор    | Копа Америка 2011 - 1-й етап      | 2    | 80'                |
| 17-7-2011  | Ла-Плата (місто)            | Бразилія             | 0 – 0 д.ч. (0–2 п.п.)   | Парагвай   | Копа Америка 2011 - чвертьфінал   | -    | 79'                |
| 10-8-2011  | Штутгарт                    | Німеччина            | 3 – 2                   | Бразилія   | товариський матч                  | 1    |                    |
| 5-9-2011   | Лондон                      | Бразилія             | 1 – 0                   | Гана       | товариський матч                  | -    |                    |
| 14-9-2011  | Кордова                     | Аргентина            | 0 – 0                   | Бразилія   | Суперкласіко де лас Амерікас 2011 | -    |                    |
| 28-9-2011  | Белен                       | Бразилія             | 2 – 0                   | Аргентина  | Суперкласіко де лас Амерікас 2011 | 1    |                    |
| 7-10-2011  | Сан-Хосе                    | Коста-Рика           | 0 – 1                   | Бразилія   | товариський матч                  | 1    | 57' — 73'          |
| 11-10-2011 | Торреон                     | Мексика              | 1 – 2                   | Бразилія   | товариський матч                  | -    | 88'                |
| 28-2-2012  | Санкт-Галлен                | Боснія і Герцеговина | 1 – 2                   | Бразилія   | товариський матч                  | -    | 90+3'              |
| 30-5-2012  | Іст-Ратерфорд               | США                  | 1 – 4                   | Бразилія   | товариський матч                  | 1    | 84'                |
| 3-6-2012   | Арлінгтон                   | Бразилія             | 0 – 2                   | Мексика    | товариський матч                  | -    | 82'                |
| 9-6-2012   | Нью-Йорк                    | Аргентина            | 4 – 3                   | Бразилія   | товариський матч                  | -    |                    |
| 15-8-2012  | Стокгольм                   | Швеція               | 0 – 3                   | Бразилія   | товариський матч                  | -    | 83'                |
| 7-9-2012   | Сан-Паулу                   | Бразилія             | 1 – 0                   | ПАР        | товариський матч                  | -    | 89'                |
| 10-9-2012  | Ресіфі                      | Бразилія             | 8 – 0                   | КНР        | товариський матч                  | 3    | 72'                |
| 19-9-2012  | Гоянія                      | Бразилія             | 2 – 1                   | Аргентина  | Суперкласіко де лас Амерікас 2012 | 1    | 88'                |
| 11-10-2012 | Мальме                      | Бразилія             | 6 – 0                   | Ірак       | товариський матч                  | 1    |                    |
| 16-10-2012 | Вроцлав                     | Японія               | 0 – 4                   | Бразилія   | товариський матч                  | 2    | 85'                |
| 14-11-2012 | Іст-Ратерфорд               | Бразилія             | 1 – 1                   | Колумбія   | товариський матч                  | 1    | 85'                |
| 21-11-2012 | Буенос-Айрес                | Аргентина            | 2 – 1 д.ч. (3 – 4 п.п.) | Бразилія   | Суперкласіко де лас Амерікас 2012 | -    |                    |
| 6-2-2013   | Лондон                      | Англія               | 2 – 1                   | Бразилія   | товариський матч                  | -    |                    |
| 21-3-2013  | Женева                      | Італія               | 2 – 2                   | Бразилія   | товариський матч                  | -    |                    |
| 25-3-2013  | Лондон                      | Бразилія             | 1 – 1                   | Росія      | товариський матч                  | -    |                    |
| 6-4-2013   | Санта-Крус-де-ла-Сьєрра     | Болівія              | 0 – 4                   | Бразилія   | товариський матч                  | 2    | 46'                |
| 24-4-2013  | Белу-Оризонті               | Бразилія             | 2 – 2                   | Чилі       | товариський матч                  | 1    |                    |
| 2-6-2013   | Ріо-де-Жанейро              | Бразилія             | 2 – 2                   | Англія     | товариський матч                  | -    |                    |
| 9-6-2013   | Порту-Алегрі                | Бразилія             | 3 – 0                   | Франція    | товариський матч                  | -    | 89'                |
| 15-6-2013  | Бразиліа                    | Бразилія             | 3 – 0                   | Японія     | Кубок Конфедерацій                | 1    | 74'                |
| 19-6-2013  | Форталеза                   | Бразилія             | 2 – 0                   | Мексика    | Кубок Конфедерацій                | 1    |                    |
| 22-6-2013  | Сальвадор                   | Італія               | 2 – 4                   | Бразилія   | Кубок Конфедерацій                | 1    | 69'                |
| 26-6-2013  | Белу-Оризонті               | Бразилія             | 2 – 1                   | Уругвай    | Кубок Конфедерацій                | -    | 90+2'              |
| 30-6-2013  | Ріо-де-Жанейро              | Бразилія             | 3 – 0                   | Іспанія    | Кубок Конфедерацій                | 1    |                    |
| 14-8-2013  | Базель                      | Швейцарія            | 1 – 0                   | Бразилія   | товариський матч                  | -    | 23'                |
| 7-9-2013   | Бразиліа                    | Бразилія             | 6 – 0                   | Австралія  | товариський матч                  | 1    |                    |
| 10-9-2013  | Фоксборо (Массачусетс)      | Бразилія             | 3 – 1                   | Португалія | товариський матч                  | 1    | 10' — 89'          |
| 12-10-2013 | Сеул                        | Південна Корея       | 0 – 2                   | Бразилія   | товариський матч                  | 1    |                    |
| 15-10-2013 | Пекін                       | Бразилія             | 2 – 0                   | Замбія     | товариський матч                  | -    | 80'                |
| 16-11-2013 | Маямі-Ґарденс               | Гондурас             | 0 – 5                   | Бразилія   | товариський матч                  | -    | 67'                |
| 19-11-2013 | Торонто                     | Бразилія             | 2 – 1                   | Чилі       | товариський матч                  | -    | 90+3'              |
| 5-3-2014   | Йоганнесбург                | ПАР                  | 0 – 5                   | Бразилія   | товариський матч                  | 3    |                    |
| 3-6-2014   | Гоянія                      | Бразилія             | 4 – 0                   | Панама     | товариський матч                  | 1    | 44'                |
| 6-6-2014   | Сан-Паулу                   | Бразилія             | 1 – 0                   | Сербія     | товариський матч                  | -    | 81'                |
| 12-6-2014  | Сан-Паулу                   | Бразилія             | 3 – 1                   | Хорватія   | ЧС 2014 - 1-й етап                | 2    | 27' — 88'          |
| 17-6-2014  | Форталеза                   | Бразилія             | 0 – 0                   | Мексика    | ЧС 2014 - 1-й етап                | -    |                    |
| 23-6-2014  | Бразиліа                    | Камерун              | 1 – 4                   | Бразилія   | ЧС 2014 - 1-й етап                | 2    | 71'                |
| 28-6-2014  | Белу-Оризонті               | Бразилія             | 1 – 1 д.ч. (3–2 п.п.)   | Чилі       | ЧС 2014 - 1/8 фіналу              | -    |                    |
| 4-7-2014   | Форталеза                   | Бразилія             | 2 – 1                   | Колумбія   | ЧС 2014 - чвертьфінал             | -    | 88'                |
| 5-9-2014   | Маямі-Ґарденс               | Бразилія             | 1 – 0                   | Колумбія   | товариський матч                  | 1    | кап.               |
| 9-9-2014   | Іст-Ратерфорд               | Бразилія             | 1 – 0                   | Еквадор    | товариський матч                  | -    | кап.               |
| 11-10-2014 | Пекін                       | Бразилія             | 2 – 0                   | Аргентина  | Суперкласіко де лас Амерікас 2014 | -    | кап. - 90+5'       |
| 14-10-2014 | Сінгапур                    | Японія               | 0 – 4                   | Бразилія   | товариський матч                  | 4    | кап.               |
| 12-11-2014 | Стамбул                     | Туреччина            | 0 – 4                   | Бразилія   | товариський матч                  | 2    | кап.               |
| 18-11-2014 | Відень                      | Австрія              | 1 – 2                   | Бразилія   | товариський матч                  | -    | кап. - 90+2'       |
| 26-3-2015  | Сен-Дені                    | Франція              | 1 – 3                   | Бразилія   | товариський матч                  | 1    | кап.               |
| 29-3-2015  | Лондон                      | Бразилія             | 1 – 0                   | Чилі       | товариський матч                  | -    | кап. - 45'         |
| 10-6-2015  | Порту-Алегрі                | Бразилія             | 1 – 0                   | Гондурас   | товариський матч                  | -    | кап. - 46'         |
| 14-6-2015  | Темуко                      | Бразилія             | 2 – 1                   | Перу       | Копа Америка 2015 - 1-й етап      | 1    | кап. - 45'         |
| 17-6-2015  | Сантьяго                    | Бразилія             | 0 – 1                   | Колумбія   | Копа Америка 2015 - 1-й етап      | -    | кап. - 45' — 90+6' |
| 5-9-2015   | Гаррісон                    | Бразилія             | 1 – 0                   | Коста-Рика | товариський матч                  | -    | 82'                |
| 8-9-2015   | Фоксборо (Массачусетс)      | США                  | 1 – 4                   | Бразилія   | товариський матч                  | 2    | 46'                |
| 13-11-2015 | Буенос-Айрес                | Аргентина            | 1 – 1                   | Бразилія   | Відбір до ЧС 2018                 | -    | кап.               |
| 17-11-2015 | Сальвадор                   | Бразилія             | 3 – 0                   | Перу       | Відбір до ЧС 2018                 | -    | кап. - 26'         |
| 25-3-2016  | Ресіфі                      | Бразилія             | 2 – 2                   | Уругвай    | Відбір до ЧС 2018                 | -    | кап. - 63'         |
| 1-9-2016   | Кіто                        | Еквадор              | 0 – 3                   | Бразилія   | Відбір до ЧС 2018                 | 1    |                    |
| 6-9-2016   | Манаус                      | Бразилія             | 2 – 1                   | Колумбія   | Відбір до ЧС 2018                 | 1    | 45'+2'             |
| 6-10-2016  | Натал (Ріу-Гранді-ду-Норті) | Бразилія             | 5 – 0                   | Болівія    | Відбір до ЧС 2018                 | 1    | 37' — 69'          |
| 10-11-2016 | Белу-Оризонті               | Бразилія             | 3 – 0                   | Аргентина  | Відбір до ЧС 2018                 | 1    |                    |
| 15-11-2016 | Ліма                        | Перу                 | 0 – 2                   | Бразилія   | Відбір до ЧС 2018                 | -    |                    |
| 23-3-2017  | Монтевідео                  | Уругвай              | 1 – 4                   | Бразилія   | Відбір до ЧС 2018                 | 1    |                    |
| 28-3-2017  | Сан-Паулу                   | Бразилія             | 3 – 0                   | Парагвай   | Відбір до ЧС 2018                 | 1    | кап.               |
| 1-9-2017   | Порту-Алегрі                | Бразилія             | 2 – 0                   | Еквадор    | Відбір до ЧС 2018                 | -    | 36'                |
| 5-9-2017   | Барранкілья                 | Колумбія             | 1 – 1                   | Бразилія   | Відбір до ЧС 2018                 | -    | кап.               |
| 5-10-2017  | Ла-Пас                      | Болівія              | 0 – 0                   | Бразилія   | Відбір до ЧС 2018                 | -    |                    |
| 10-10-2017 | Сан-Паулу                   | Бразилія             | 3 – 0                   | Чилі       | Відбір до ЧС 2018                 | -    | 45' — 85'          |
| 10-11-2017 | Лілль                       | Японія               | 1 – 3                   | Бразилія   | товариський матч                  | 1    | 57' — 71'          |
| 14-11-2017 | Лондон                      | Англія               | 0 – 0                   | Бразилія   | товариський матч                  | -    |                    |
| 3-6-2018   | Ліверпуль                   | Бразилія             | 2 – 0                   | Хорватія   | товариський матч                  | 1    | 46'                |
| 10-6-2018  | Відень                      | Австрія              | 0 – 3                   | Бразилія   | товариський матч                  | 1    | 84'                |
| 17-6-2018  | Ростов-на-Дону              | Бразилія             | 1 – 1                   | Швейцарія  | ЧС 2018 - 1-й етап                | -    |                    |
| 22-6-2018  | Санкт-Петербург             | Бразилія             | 2 – 0                   | Коста-Рика | ЧС 2018 - 1-й етап                | 1    | 81'                |
| 27-6-2018  | Москва                      | Сербія               | 0 – 2                   | Бразилія   | ЧС 2018 - 1-й етап                | -    |                    |
| 2-7-2018   | Самара                      | Бразилія             | 2 – 0                   | Мексика    | ЧС 2018 - 1/8 фіналу              | 1    |                    |
| 6-7-2018   | Казань                      | Бразилія             | 1 – 2                   | Бельгія    | ЧС 2018 - чвертьфінал             | -    |                    |
| 8-9-2018   | Іст-Ратерфорд               | США                  | 0 – 2                   | Бразилія   | товариський матч                  | 1    | кап. - 80'         |
| 12-9-2018  | Лендовер                    | Бразилія             | 5 – 0                   | Сальвадор  | товариський матч                  | 1    | кап. - 44'         |
| 12-10-2018 | Ер-Ріяд                     | Саудівська Аравія    | 0 – 2                   | Бразилія   | товариський матч                  | -    | кап.               |
| 16-10-2018 | Джидда                      | Бразилія             | 1 – 0                   | Аргентина  | товариський матч                  | -    | кап. - 66'         |
| 16-11-2018 | Лондон                      | Бразилія             | 1 – 0                   | Уругвай    | товариський матч                  | 1    | кап.               |
| 20-11-2018 | Мілтон-Кінз                 | Бразилія             | 1 – 0                   | Камерун    | товариський матч                  | -    | кап. - 8'          |
| 6-6-2019   | Бразиліа                    | Бразилія             | 2 – 0                   | Катар      | товариський матч                  | -    | 21'                |
| 7-9-2019   | Маямі-Гарденс               | Бразилія             | 2 – 2                   | Колумбія   | товариський матч                  | 1    |                    |
| 10-9-2019  | Лос-Анджелес                | Бразилія             | 0 – 1                   | Перу       | товариський матч                  | -    | 63'                |
| 10-10-2019 | Сінгапур                    | Бразилія             | 1 – 1                   | Сенегал    | товариський матч                  | -    |                    |
| 13-10-2019 | Сінгапур                    | Бразилія             | 1 – 1                   | Нігерія    | товариський матч                  | -    | 12'                |
| Усього     |                             | Матчів (7 місце)     | 101                     |            | Голів (3 місце)                   | 61   |                    |

## Досягнення

### Командні
«Барселона» (10 титулів):
- Переможець Ліги Чемпіонів (1): 2014-15
- Чемпіон Іспанії (2): 2014/2015, 2015-16
- Володар Кубка Іспанії (3): 2014-15, 2015/16, 2016-17
- Володар Суперкубка Іспанії (2): 2013, 2016
- Переможець клубного чемпіонату світу з футболу (1): 2015
- Володар Суперкубка УЄФА (1): 2015

«Парі Сен-Жермен» (15 титулів):
- Чемпіон Франції (5): — 2017-18, 2018-19, 2019-20, 2021-22, 2022-23
- Володар кубка Франції (3)  — 2017-18, 2019-20, 2020-21
- Володар Суперкубка Франції (5): — 2017, 2018, 2019, 2020, 2022
- Володар Кубка Ліги (2): — 2017-18, 2019-20

«Сантус» (6 титулів):
- Чемпіон штату Сан-Паулу: 2010, 2011, 2012
- Володар кубка Бразилії: 2010
- Володар Кубка Лібертадорес: 2011
- Володар Рекопи Південної Америки: 2012

Збірна Бразилії
- Олімпійський чемпіон: 2016
- Срібний олімпійський призер: 2012
- Чемпіон Південної Америки (U-20): 2011
- Переможець Кубка конфедерацій: 2013
- Срібний призер Кубка Америки: 2021
- Переможець Суперкласіко де лас Амерікас: 2011, 2012, 2014, 2018

### Особисті
- Найкращий молодий гравець чемпіонату штату Сан-Паулу: 2009
- Найкращий гравець чемпіонату штату Сан-Паулу: 2010, 2011
- Володар Срібного м'яча Бразилії: 2010
- Найкращий бомбардир кубка Бразилії: 2010 (11 голів)
- Володар премії Артура Фріденрайха: 2010
- Найкращий бомбардир чемпіонату Південної Америки серед молодіжних команд: 2011 (9 голів)
- Найкращий гравець чемпіонату Південної Америки серед молодіжних команд: 2011
- Найкращий гравець Кубка Лібертадорес: 2011
- Футболіст року в Бразилії: 2011
- Футболіст року в Південній Америці: 2011
- Володар Бронзового м'яча в Клубному чемпіонаті світу: 2011
- Володар нагороди імені Ференца Пушкаша за найкращий гол року за версією ФІФА: 2011
- Найбільше разів обігрував суперників за матч в Лізі чемпіонів УЄФА (разом з Ліонелем Мессі: 16[78]